# Dicercomorpha mutabilis
Dicercomorpha mutabilis es una especie de escarabajo barrenador metálico del género Dicercomorpha, categorizada en la tribu Dicercini, de la subfamilia Chrysochroinae. Fue descrita por Saunders en 1874.
Fue publicada en Saunders E. Notes on the Buprestidae collected by Professor Semper in the Philippines lslands; with descriptions of the new species. Transactions of the Royal Entomological Society of London, pp. 303-328. (1874). Se distribuye por la región indomalaya.